# Verwaltungsgemeinschaft Mespelbrunn
In der Verwaltungsgemeinschaft Mespelbrunn im unterfränkischen Landkreis Aschaffenburg haben sich folgende Gemeinden zur Erledigung ihrer Verwaltungsgeschäfte zusammengeschlossen:
1. Heimbuchenthal, 2137 Einwohner, 17,14 km²
2. Mespelbrunn, 2216 Einwohner, 15,52 km²
3. Dammbach, 1924 Einwohner, 52,41 km²

Die Verwaltungsgemeinschaft wurde am 1. Mai 1978 gegründet.
Der Sitz der Verwaltungsgemeinschaft ist Heimbuchenthal.